# God Control
«God Control» es una canción interpretada por la cantante estadounidense Madonna, incluida en su decimocuarto álbum de estudio, Madame X (2019). Fue compuesta y producida por la cantante y Mirwais Ahmadzaï, mientras que Mike Dean también colaboró en la producción. Un videoclip de ocho minutos del tema, dirigido por Jonas Åkerlund, se estrenó el 26 de junio de 2019. Es una canción dance pop con influencias del góspel.

## Vídeo musical
El videoclip de «God Control» fue dirigido por Jonas Åkerlund y se estrenó el 26 de junio de 2019 en el canal oficial de YouTube de Madonna. Inicia con un mensaje de advertencia que dice: «La historia que está a punto de ver es muy perturbadora. Muestra escenas gráficas de violencia con armas. Pero sucede todos los días. Y esto tiene que terminar». La trama se narra en orden inverso: en el mismo día en que ocurre un tiroteo en una escuela de Arizona, Madonna se prepara para asistir con sus amigos a una fiesta disco en Studio 54. Mientras se divierten bailando, un hombre armado dispara contra la cantante y las demás personas en el club, y caen al suelo cubiertos de sangre. Cerca del final se muestran imágenes reales de protestas y manifestaciones por el control de armas y se transmite un mensaje exigiendo inmediato control de armas. Las escenas se asemejan a la masacre de la discoteca Pulse de Orlando de junio de 2016, en la que murieron 49 personas y 53 resultaron heridas. El vídeo finaliza con una frase de la activista Angela Davis: «No estoy aceptando lo que no puedo cambiar, estoy cambiando las cosas que no puedo aceptar». En un comunicado, la cantante explicó: «Quiero llamar la atención, a través de mi plataforma como artista, con un problema en Estados Unidos que está fuera de control y se está llevando la vida de personas inocentes. Esta crisis puede terminar si nuestros legisladores actuasen para cambiar las leyes que no nos protegen a todos».

## Posicionamiento en listas
| Lista (2019)                    | Posición más alta |
| ------------------------------- | ----------------- |
| Francia (SNEP France Downloads) | 60                |